# In-A-Gadda-Da-Vida (album)
Pour l’article homonyme, voir In-A-Gadda-Da-Vida.
Albums de Iron Butterfly
Heavy
(1968) Ball
(1969)
Singles
1. In-A-Gadda-Da-Vida
Sortie : 1968

In-A-Gadda-Da-Vida est le deuxième album du groupe de rock américain Iron Butterfly. Il est sorti en juin 1968 sur le label Atco Records.
L'album, qui a connu un succès fulgurant, s'est vendu entre 25 et 30 millions d'exemplaires,,, dont 8 millions la première année. C'est la chanson-titre de l'album qui l'a propulsé : longue de 17 minutes, elle est construite autour d'un riff qui encadre des solos de guitare électrique, de batterie et d'orgue.
In-A-Gadda-Da-Vida est cité dans l'ouvrage de référence de Robert Dimery Les 1001 albums qu'il faut avoir écoutés dans sa vie et dans d'autres listes d'albums recommandés.

## Fiche technique

### Titres
Toutes les chansons sont écrites et composées par Doug Ingle, sauf mention contraire.
| 1. | Most Anything You Want |                        | 3:44 |
| 2. | Flowers and Beads      |                        | 3:09 |
| 3. | My Mirage              |                        | 4:55 |
| 4. | Termination            | Erik Brann, Lee Dorman | 2:53 |
| 5. | Are You Happy?         |                        | 4:29 |

| 6. | In-A-Gadda-Da-Vida | 17:03 |

### Musiciens
- Doug Ingle : orgue, chant (sauf sur Termination)
- Erik Brann : guitares, chant sur Termination, chœurs
- Lee Dorman : basse, chœurs
- Ron Bushy : batterie, percussions

### Équipe de production
- Jim Hilton : producteur, ingénieur du son
- Don Casale : ingénieur du son
- Bill Cooper : mixage
- Loring Eutemey : dessin de la pochette
- Stephen Paley : photographie

### Classements
| Pays (classement)          | Meilleure position |
| -------------------------- | ------------------ |
| États-Unis (Billboard 200) | 4                  |

### Certifications
| États-Unis (RIAA) | 4 × Platine | 26 janvier 1993 | 4 000 000 | Allemagne (BVMI) | 1 × Platine | 2004 | 500 000 | France (SNEP) | 1 × Or | 1977 | 100 000 | Australie (ARIA) | 1 × Platine | 5 novembre 2001 | 70 000 | Royaume-Uni (BPI) | 1 × Argent | 19 novembre 2004 | 60 000 |